# جاستن إيفرت
جاستن إيفرت (بالإنجليزية: Justin Everett)‏ هو سياسي أمريكي، ولد في 5 أغسطس 1971. نشط حزبياً في الحزب الجمهوري. وقد انتخب عضو مجلس نواب كولورادو.

## وصلات خارجية
- الموقع الرسمي